# Yelizavétinskaya (Krasnodar)
Yelizavétinskaya (en ruso: Елизаве́тинская) es una stanitsa del distrito Prikubanski del ókrug urbano de Krasnodar del krai de Krasnodar, en el sur de Rusia. Está situada en la orilla del río Kubán, 7 km al oeste de Krasnodar, enfrente de Jashtuk, aul de la vecina república de Adiguesia. Tenía una población de 19 060 habitantes en 2002. Los habitantes de la región normalmente llaman a la localidad Yelizavetka. 
Es centro del ókrug rural Yelizavetinski del distrito Prikubanski, al que pertenece asimismo Beloziorni.

## Composición étnica de la población
Las etnias predominantes entre los pobladores son la rusa (89.5 %) y la armenia (5.7 %).

## Historia
A finales del siglo XVIII se encontraba en el emplazamiento actual de la stanitsa el fuerte de los cosacos del Kubán Yelizavétinski (Елизаветинский). Recibió este nombre en honor a la mujer del zar Alejandro I, Yelizaveta Alekséyevna. En los alrededores del fuerte se encontra la localidad de Timashovski que sería trasladada más al norte en 1807 (véase Timashovsk). En 1821 en el lugar del fuerte se fundada la localidad Yelizavétinski que en 1842 obtendría el estatus de stanitsa y su actual nombre. Su población estaba compuesta por cosacos del Kubán y cosacos del Dniéper que llegaron a la región en el primer cuarto del siglo XIX. Hasta la década de 1920 la stanitsa pertenecía administrativamente al otdel de Ekaterinodar del óblast de Kubán. En 1978 pasa del raión de Dinskaya al distrito Prikubanski de la ciudad de Krasnodar.
Desde marzo de 2004, la localidad es centro admisnistrativo del ókrug rural del mismo nombre que incluye asimismo el posiólok Beloziorski, como parte del distrito Prikubanski del ókrug urbano de la ciudad de Krasnodar.

### Yacimiento deYelizavétinskoye goródishche
A las afueras del norte de la localidad, a lo largo de las terrazas fluviales que nacen del río Kubán y llegan hasta las granjas del pueblo, se encontró el yacimiento arqueológico de Yelizavétinskoye goródishche, formado por dos kurganes y una ciudadela. En las terrazas quedan al descubierto las diferentes capas culturales, mostradas a través de huesos, fragmentos de cerámica y otros objetos. Ha sido investigado por V. A. Gorodtsov, V. P Shilov, M. B. Pokrovski y N. V. Anfimov. Los estudios han concluido que el asentamiento estuvo habitado desde el siglo V a. C. siendo un asentamiento fortificado de la civilización meota en relación con los puestos comerciales griegos de la costa del mar Negro. Fue un centro de artesanías, en especial de la fabricación de cerámica. El área del asentamiento es de unos 200 m por 500 m.

## Economía y transporte
La mayoría de sus habitantes trabaja en Krasnodar. Las empresas más importantes están relacionadas con la agricultura (cultivo de arroz).
Tiene un servicio de autobuses regulares con Krasnodar.

## Cultura y lugares de interés
En el pueblo hay dos escuelas (N.º 75 y N.º 76), un internado, una guardería, un policlínico, una Casa de Cultura Rural y Deportes (SDK), la casa del pueblo, una iglesia, y una oficina de correos.

## Personalidades
- Stepán Breus (1913-2000), militar, Héroe de la Unión Soviética.
- Yan Poluyán (1891-1937), político soviético.